# 勝矢寿延
勝矢 寿延（かつや としのぶ、1961年9月2日 - ）は、長崎県出身の元サッカー選手、サッカー指導者。ポジションはDF。元サッカー日本代表。元フットサル日本代表。

## 人物
島原商業高校時代は全国高等学校サッカー選手権大会に出場している。大阪商業大学を経て、本田技研工業に入社。センターバックとして活躍すると、1985年に開催された1986 FIFAワールドカップ・アジア予選、香港戦でAマッチ初出場。アジア地区最終予選の韓国戦の第2戦にも出場したが、0-1と破れワールドカップ出場はならなかった。1987年にはソウル五輪のアジア地区最終予選まで進出したが、最終戦で中国に敗れ敗退。以降は代表を遠ざかったが、1991年に日産自動車へ移籍し存在感を発揮すると、新たに代表監督に就任したハンス・オフトによって代表に復帰。1992年のキリンカップ、アルゼンチン戦で約5年振りにAマッチ出場を果たし、同年のアジアカップでも決勝のサウジアラビア戦を含む3試合に出場して優勝に貢献した。また1989 FIFAフットサル世界選手権にフットサル日本代表として出場した。
1993年、Jリーグの開幕戦となったヴェルディ川崎戦にも先発出場、同年7月17日にはJリーグオールスターサッカーに先発出場した。サッカー日本代表では、クラブと同じポジションであるセンターバック、もしくは右サイドバックの主に控えの立場であったが、1994 FIFAワールドカップ・アジア予選の最終予選では都並敏史の故障により代役探しに苦戦していた左サイドバックとして、第3戦の北朝鮮戦に三浦泰年に変わって先発出場。未経験のポジションながら安定した守備で勝利に貢献すると、第4戦以降も起用され、ドーハの悲劇で知られるイラク戦にもフル出場した。なお、日本がアジア最終予選まで勝ち上がりながらも本大会出場を逃した3つの大会（85年W杯予選、87年五輪予選、93年W杯予選）で、そのすべての最終予選に参加した選手は勝矢と都並のみで、すべての大会で試合出場もしたのは勝矢のみである。
マリノスではレギュラークラスの選手であったが、1993年の後期になると出場機会を減らした。1994年、日本代表に復帰させ指導したオフトが監督に就任することとなったジュビロ磐田に移籍、11月19日、シーズン最終節の鹿島アントラーズ戦でJリーグ初ゴールを決めた。同年、2年連続となるJリーグオールスターサッカーのメンバーに選出されていたが、怪我のため出場出来なかった。ジュビロでの最終年は控え選手としてのプレーとなったが、1997年には2ndステージ優勝、Jリーグ年間チャンピオンにも輝いた。
1998年にセレッソ大阪に移籍、ファーストステージ開幕当初はレギュラーとしてプレーしたが、セカンドステージに入るとベンチを温める試合が増え、最終節のアビスパ福岡戦に後半開始から出場したのを最後に現役を引退。C大阪のチーム統括部でコーチなどを歴任。2007年5月に強化部スカウト総括責任者に就任。2013年12月、C大阪の強化部長に就任した。
2015年2月10日、C大阪のサッカースクールのスクールマスターに就任した。

## プレイスタイル
空中戦に強く、強靭な肉体を活かしたマンマークを得意としていた。

## 個人成績
| 国内大会個人成績 | 国内大会個人成績 | 国内大会個人成績 | 国内大会個人成績 | 国内大会個人成績 | 国内大会個人成績          | 国内大会個人成績 | 国内大会個人成績  | 国内大会個人成績 | 国内大会個人成績 | 国内大会個人成績 | 国内大会個人成績 |
| 年度             | クラブ           | 背番号           | リーグ           | リーグ戦         | リーグ戦                  | リーグ杯         | リーグ杯          | オープン杯       | オープン杯       | 期間通算         | 期間通算         |
| 年度             | クラブ           | 背番号           | リーグ           | 出場             | 得点                      | 出場             | 得点              | 出場             | 得点             | 出場             | 得点             |
| 日本             | 日本             | 日本             | 日本             | リーグ戦         | リーグ戦                  | JSL杯/ナビスコ杯 | JSL杯/ナビスコ杯  | 天皇杯           | 天皇杯           | 期間通算         | 期間通算         |
| ---------------- | ---------------- | ---------------- | ---------------- | ---------------- | ------------------------- | ---------------- | ----------------- | ---------------- | ---------------- | ---------------- | ---------------- |
| 1984             | 本田             | 8                | JSL1部           | 16               | 1                         |                  |                   |                  |                  |                  |                  |
| 1985             | 本田             | 8                | JSL1部           | 22               | 0                         |                  |                   |                  |                  |                  |                  |
| 1986-87          | 本田             | 8                | JSL1部           | 19               | 1                         |                  |                   |                  |                  |                  |                  |
| 1987-88          | 本田             | 8                | JSL1部           | 22               | 1                         | 3                | 0                 |                  |                  |                  |                  |
| 1988-89          | 本田             | 8                | JSL1部           | 18               | 0                         | 1                | 0                 |                  |                  |                  |                  |
| 1989-90          | 本田             | 8                | JSL1部           | 22               | 2                         | 2                | 1                 |                  |                  |                  |                  |
| 1990-91          | 本田             | 8                | JSL1部           | 21               | 1                         | 4                | 0                 |                  |                  |                  |                  |
| 1991-92          | 日産             | 26               | JSL1部           | 20               | 0                         | 3                | 0                 |                  |                  |                  |                  |
| 1992             | 横浜M            | -                | J                | -                | -                         | 6                | 0                 | 0                | 0                | 6                | 0                |
| 1993             | 横浜M            | -                | J                | 25               | 0                         | 0                | 0                 | 1                | 0                | 26               | 0                |
| 1994             | 磐田             | -                | J                | 22               | 1                         | 0                | 0                 | 1                | 0                | 23               | 1                |
| 1995             | 磐田             | -                | J                | 35               | 1                         | -                | -                 | 0                | 0                | 35               | 1                |
| 1996             | 磐田             | -                | J                | 27               | 0                         | 13               | 1                 | 1                | 0                | 41               | 1                |
| 1997             | 磐田             | 26               | J                | 15               | 0                         | 4                | 0                 | 2                | 0                | 21               | 0                |
| 1998             | C大阪            | 15               | J                | 14               | 0                         | 0                | 0                 | 0                | 0                | 14               | 0                |
| 通算             | 日本             | 日本             | J                | 138              | 2                         | 23               | 1\|\|\|\|\|\|\|\| |                  |                  |                  |                  |
| 通算             | 日本             | 日本             | JSL1部           | 160              | 6\|\|\|\|\|\|\|\|\|\|\|\| |                  |                   |                  |                  |                  |                  |
| 総通算           | 総通算           | 総通算           | 総通算           | 298              | 8\|\|\|\|\|\|\|\|\|\|\|\| |                  |                   |                  |                  |                  |                  |

・JSLオールスターサッカー　4回出場（1987年、1988年、1989年、1991年）
その他の公式戦
- 1990年
  - コニカカップ 4試合0得点
- 1991年
  - コニカカップ 7試合0得点
- 1992年
  - ゼロックス・チャンピオンズ・カップ 1試合0得点

## 代表歴

### 試合数
- 国際Aマッチ 27試合 0得点(1985年 - 1993年)

| 日本代表 | 国際Aマッチ | 国際Aマッチ | その他 | その他 | 期間通算 | 期間通算 |
| 年       | 出場        | 得点        | 出場   | 得点   | 出場     | 得点     |
| -------- | ----------- | ----------- | ------ | ------ | -------- | -------- |
| 1985     | 2           | 0           | 0      | 0      | 2        | 0        |
| 1986     | 4           | 0           | 3      | 0      | 7        | 0        |
| 1987     | 6           | 0           | 10     | 0      | 16       | 0        |
| 1988     | 0           | 0           | 0      | 0      | 0        | 0        |
| 1989     | 0           | 0           | 0      | 0      | 0        | 0        |
| 1990     | 0           | 0           | 0      | 0      | 0        | 0        |
| 1991     | 0           | 0           | 0      | 0      | 0        | 0        |
| 1992     | 9           | 0           | 5      | 0      | 14       | 0        |
| 1993     | 6           | 0           | 6      | 0      | 12       | 0        |
| 通算     | 27          | 0           | 24     | 0      | 51       | 0        |

### 出場
| No. | 開催日         | 開催都市         | スタジアム                       | 対戦相手         | 結果        | 監督           | 大会               |
| --- | -------------- | ---------------- | -------------------------------- | ---------------- | ----------- | -------------- | ------------------ |
| 1.  | 1985年09月22日 | 香港             |                                  | 香港             | ○2-1        | 森孝慈         | ワールドカップ予選 |
| 2.  | 1985年11月03日 | ソウル           |                                  | 韓国             | ●0-1        | 森孝慈         | ワールドカップ予選 |
| 3.  | 1986年07月25日 | クアラルンプール |                                  | シリア           | ○2-1        | 石井義信       | ムルデカ大会       |
| 4.  | 1986年08月01日 | クアラルンプール |                                  | マレーシア       | ●1-2(延長)  | 石井義信       | ムルデカ大会       |
| 5.  | 1986年09月20日 | 大田             |                                  | ネパール         | ○5-0        | 石井義信       | アジア大会         |
| 6.  | 1986年09月22日 | 大田             |                                  | イラン           | ●0-2        | 石井義信       | アジア大会         |
| 7.  | 1987年09月02日 | バンコク         |                                  | タイ             | △0-0        | 石井義信       | オリンピック予選   |
| 8.  | 1987年09月15日 | 東京都           | 国立霞ヶ丘競技場陸上競技場       | ネパール         | ○5-0        | 石井義信       | オリンピック予選   |
| 9.  | 1987年09月18日 | 東京都           | 国立霞ヶ丘競技場陸上競技場       | ネパール         | ○9-0        | 石井義信       | オリンピック予選   |
| 10. | 1987年09月26日 | 東京都           | 国立霞ヶ丘競技場陸上競技場       | タイ             | ○1-0        | 石井義信       | オリンピック予選   |
| 11. | 1987年10月04日 | 広州             |                                  | 中華人民共和国   | ○1-0        | 石井義信       | オリンピック予選   |
| 12. | 1987年10月26日 | 東京都           | 国立霞ヶ丘競技場陸上競技場       | 中華人民共和国   | ●0-2        | 石井義信       | オリンピック予選   |
| 13. | 1992年05月31日 | 東京都           | 国立霞ヶ丘競技場陸上競技場       | アルゼンチン     | ●0-1        | ハンス・オフト | キリンカップ       |
| 14. | 1992年06月07日 | 愛媛県           | 愛媛県総合運動公園陸上競技場     | ウェールズ       | ●0-1        | ハンス・オフト | キリンカップ       |
| 15. | 1992年08月22日 | 北京             |                                  | 韓国             | △0-0        | ハンス・オフト | ダイナスティカップ |
| 16. | 1992年08月24日 | 北京             |                                  | 中華人民共和国   | ○2-0        | ハンス・オフト | ダイナスティカップ |
| 17. | 1992年08月26日 | 北京             |                                  | 北朝鮮           | ○4-1        | ハンス・オフト | ダイナスティカップ |
| 18. | 1992年08月29日 | 北京             |                                  | 韓国             | △2-2(PK4-2) | ハンス・オフト | ダイナスティカップ |
| 19. | 1992年10月30日 | 広島県           | 広島県立びんご運動公園陸上競技場 | アラブ首長国連邦 | △0-0        | ハンス・オフト | アジアカップ       |
| 20. | 1992年11月01日 | 広島県           | 広島広域公園陸上競技場           | 北朝鮮           | △1-1        | ハンス・オフト | アジアカップ       |
| 21. | 1992年11月08日 | 広島県           | 広島広域公園陸上競技場           | サウジアラビア   | ○1-0        | ハンス・オフト | アジアカップ       |
| 22. | 1993年03月07日 | 福岡県           | 東平尾公園博多の森陸上競技場     | ハンガリー       | ●0-1        | ハンス・オフト | キリンカップ       |
| 23. | 1993年03月14日 | 東京都           | 国立霞ヶ丘競技場陸上競技場       | アメリカ合衆国   | ○3-1        | ハンス・オフト | キリンカップ       |
| 24. | 1993年04月30日 | ドバイ           |                                  | バングラデシュ   | ○4-1        | ハンス・オフト | ワールドカップ予選 |
| 25. | 1993年10月21日 | ドーハ           |                                  | 北朝鮮           | ○3-0        | ハンス・オフト | ワールドカップ予選 |
| 26. | 1993年10月25日 | ドーハ           |                                  | 韓国             | ○1-0        | ハンス・オフト | ワールドカップ予選 |
| 27. | 1993年10月28日 | ドーハ           |                                  | イラク           | △2-2        | ハンス・オフト | ワールドカップ予選 |

## 指導歴
- 1999年 - セレッソ大阪
  - 1999年：チーム統括部スカウト担当[13]
  - 2000年：U-13監督[13]
  - 2001年7月 - 12月：チーム統括部強化担当[13]
  - 2002年：チーム統括部チーフスポーツディレクター[13]
  - 2003年 - 2004年：チーム統括部テクニカルディレクター[13]
  - 2005年 - 2007年：トップチームコーチ[13]
  - 2007年5月 - 2013年：強化部スカウト統括責任者[13]
  - 2014年：強化部長[13]
  - 2015年2月 - ：サッカースクール スクールマスター[13]